# Svenska sockerbageriarbetareförbundet
Svenska sockerbageriarbetareförbundet var ett svenskt fackförbund inom Landsorganisationen (LO) som bildades 1899. Det upphörde 1904 då det uppgick i Svenska bageriarbetareförbundet. 

## Historia
- 1883 bildades yrkets första fackförening: Stockholms konditoriarbetarefackförening.
- 1898 hölls en konferens på initiativ av Malmö chokladarbetarefackförening där man beslutade att bilda Svenska sockerbageriarbetareförbundet.
- 1899 började förbundet sin verksamhet med Carl Hallberg som ordförande.
- 1902 hade förbundet fem avdelningar med 75 medlemmar.
- 1905 upplöstes förbundet på förslag av Stockholmsavdelningen och medlemmarna överfördes till Svenska bageriarbetareförbundet.